# Campionato mondiale di motocross 2009
Il Campionato mondiale di motocross del 2009 si è disputato su 15 prove svoltesi tra il 29 marzo e il 13 settembre.
La prima prova, svoltasi in Italia a Faenza, si è disputata solo su una manche poiché la seconda è stata annullata a causa delle avverse condizioni atmosferiche.
Al termine della stagione si sono laureati campioni Antonio Cairoli su Yamaha nella MX1 e Marvin Musquin nella MX2. Quest'ultimo pilota si è reso protagonista di un cambio di motocicletta a stagione inoltrata, passando dalla Honda alla KTM.

## MX1

### Calendario
| Prova | Data         | Gran Premio                       | Località      | Vincitore gara 1   | Vincitore gara 2  | Vincitore GP       |
| ----- | ------------ | --------------------------------- | ------------- | ------------------ | ----------------- | ------------------ |
| 1     | 29 marzo     | Gran Premio d'Italia              | Faenza        | Tanel Leok         | Cancellato        | Tanel Leok         |
| 2     | 5 aprile     | Gran Premio di Bulgaria           | Sevlievo      | Ken de Dycker      | Jonathan Barragan | Joshua Coppins     |
| 3     | 12 aprile    | Gran Premio di Turchia            | Istanbul      | Antonio Cairoli    | Antonio Cairoli   | Antonio Cairoli    |
| 4     | 26 aprile    | Gran Premio del Benelux           | Valkenswaard  | Antonio Cairoli    | Jonathan Barragan | Jonathan Barragan  |
| 5     | 10 maggio    | Gran Premio del Portogallo        | Águeda        | Antonio Cairoli    | Antonio Cairoli   | Antonio Cairoli    |
| 6     | 17 maggio    | Gran Premio di Catalogna          | Bellpuig      | Jonathan Barragan  | Antonio Cairoli   | Jonathan Barragan  |
| 7     | 31 maggio    | Gran Premio di Gran Bretagna      | Mallory Park  | David Philippaerts | Maximilian Nagl   | David Philippaerts |
| 8     | 7 giugno     | Gran Premio di Francia            | Ernée         | Maximilian Nagl    | Maximilian Nagl   | Maximilian Nagl    |
| 9     | 21 giugno    | Gran Premio di Germania           | Teutschenthal | Maximilian Nagl    | Antonio Cairoli   | Antonio Cairoli    |
| 10    | 28 giugno    | Gran Premio di Lettonia           | Ķegums        | Clément Desalle    | Antonio Cairoli   | Antonio Cairoli    |
| 11    | 5 luglio     | Gran Premio di Svezia             | Uddevalla     | Maximilian Nagl    | Antonio Cairoli   | Maximilian Nagl    |
| 12    | 2 agosto     | Gran Premio del Belgio            | Lommel        | Ken de Dycker      | Maximilian Nagl   | Ken de Dycker      |
| 13    | 9 agosto     | Gran Premio della Repubblica Ceca | Loket         | Maximilian Nagl    | Clément Desalle   | Clément Desalle    |
| 14    | 30 agosto    | Gran Premio d'Olanda              | Lierop        | Ken de Dycker      | Ken de Dycker     | Ken de Dycker      |
| 15    | 13 settembre | Gran Premio del Brasile           | Canelinha     | Clément Desalle    | Steve Ramon       | Clément Desalle    |

### Classifiche finali

#### Piloti
| Pos. | Pilota             | Moto     | Punti |
| ---- | ------------------ | -------- | ----- |
| 1    | Antonio Cairoli    | Yamaha   | 561   |
| 2    | Maximilian Nagl    | KTM      | 525   |
| 3    | Clément Desalle    | Honda    | 508   |
| 4    | David Philippaerts | Yamaha   | 497   |
| 5    | Ken De Dijcker     | Suzuki   | 495   |
| 6    | Joshua Coppins     | Yamaha   | 485   |
| 7    | Tanel Leok         | Yamaha   | 395   |
| 8    | Gareth Swanepoel   | Kawasaki | 262   |
| 9    | Jonathan Barragan  | KTM      | 229   |
| 10   | Steve Ramon        | Suzuki   | 217   |

#### Costruttori
| Pos. | Costruttore | Punti |
| ---- | ----------- | ----- |
| 1    | Yamaha      | 655   |
| 2    | KTM         | 585   |
| 3    | Honda       | 543   |
| 4    | Suzuki      | 519   |
| 5    | Kawasaki    | 317   |
| 6    | Aprilia     | 245   |
| 7    | TM          | 193   |

## MX2

### Calendario
| Prova | Data         | Gran Premio                       | Località      | Vincitore gara 1 | Vincitore gara 2  | Vincitore GP        |
| ----- | ------------ | --------------------------------- | ------------- | ---------------- | ----------------- | ------------------- |
| 1     | 29 marzo     | Gran Premio d'Italia              | Faenza        | Gautier Paulin   | Gautier Paulin    | Gautier Paulin      |
| 2     | 5 aprile     | Gran Premio di Bulgaria           | Sevlievo      | Marvin Musquin   | Steven Frossard   | Marvin Musquin      |
| 3     | 12 aprile    | Gran Premio di Turchia            | Istanbul      | Gautier Paulin   | Zach Osborne      | Zach Osborne        |
| 4     | 26 aprile    | Gran Premio del Benelux           | Valkenswaard  | Shaun Simpson    | Rui Gonçalves     | Rui Gonçalves       |
| 5     | 10 maggio    | Gran Premio del Portogallo        | Águeda        | Marvin Musquin   | Rui Gonçalves     | Rui Gonçalves       |
| 6     | 17 maggio    | Gran Premio di Catalogna          | Bellpuig      | Rui Gonçalves    | Anthony Boissiere | Jeremy van Horebeek |
| 7     | 31 maggio    | Gran Premio di Gran Bretagna      | Mallory Park  | Marvin Musquin   | Marvin Musquin    | Marvin Musquin      |
| 8     | 7 giugno     | Gran Premio di Francia            | Ernée         | Marvin Musquin   | Marvin Musquin    | Marvin Musquin      |
| 9     | 21 giugno    | Gran Premio di Germania           | Teutschenthal | Steven Frossard  | Marvin Musquin    | Ken Roczen          |
| 10    | 28 giugno    | Gran Premio di Lettonia           | Ķegums        | Marvin Musquin   | Rui Gonçalves     | Rui Gonçalves       |
| 11    | 5 luglio     | Gran Premio di Svezia             | Uddevalla     | Ken Roczen       | Rui Gonçalves     | Rui Gonçalves       |
| 12    | 2 agosto     | Gran Premio del Belgio            | Lommel        | Marvin Musquin   | Marvin Musquin    | Marvin Musquin      |
| 13    | 9 agosto     | Gran Premio della Repubblica Ceca | Loket         | Ken Roczen       | Gautier Paulin    | Gautier Paulin      |
| 14    | 30 agosto    | Gran Premio d'Olanda              | Lierop        | Rui Gonçalves    | Marvin Musquin    | Marvin Musquin      |
| 15    | 13 settembre | Gran Premio del Brasile           | Canelinha     | Marvin Musquin   | Marvin Musquin    | Marvin Musquin      |

### Classifiche finali

#### Piloti
| Pos. | Pilota           | Moto     | Punti |
| ---- | ---------------- | -------- | ----- |
| 1    | Marvin Musquin   | KTM      | 540   |
| 2    | Rui Gonçalves    | KTM      | 500   |
| 3    | Gautier Paulin   | Kawasaki | 437   |
| 4    | Davide Guarnieri | Yamaha   | 418   |
| 5    | Ken Roczen       | Suzuki   | 390   |
| 6    | Steven Frossard  | Kawasaki | 332   |
| 7    | Joel Roelants    | KTM      | 311   |
| 8    | Manuel Monni     | Yamaha   | 284   |
| 9    | Nicolas Aubin    | Yamaha   | 256   |
| 10   | Xavier Boog      | Suzuki   | 253   |

#### Costruttori
| Pos. | Costruttore | Punti |
| ---- | ----------- | ----- |
| 1    | KTM         | 659   |
| 2    | Kawasaki    | 529   |
| 3    | Suzuki      | 506   |
| 4    | Yamaha      | 501   |
| 5    | Honda       | 369   |
| 6    | TM          | 14    |

## MX3

### Calendario
| Prova | Data         | Gran Premio                       | Località             | Vincitore gara 1 | Vincitore gara 2 | Vincitore GP   |
| ----- | ------------ | --------------------------------- | -------------------- | ---------------- | ---------------- | -------------- |
| 1     | 12 aprile    | Gran Premio di Gran Bretagna      | Hawkstone Park       | Sven Breugelmans | Julien Vanni     | Julien Vanni   |
| 2     | 19 aprile    | Gran Premio di Spagna             | Talavera de la Reina | Julien Vanni     | Alvaro Lozano    | Julien Vanni   |
| 3     | 3 maggio     | Gran Premio del Portogallo        | Cortelha             | Pierre Renet     | Alex Salvini     | Pierre Renet   |
| 4     | 24 maggio    | Gran Premio del Cile              | Laguna Caren         | Alex Salvini     | Antti Pyrhönen   | Alex Salvini   |
| 5     | 7 giugno     | Gran Premio della Repubblica Ceca | Holice               | Martin Zerava    | Julien Vanni     | Julien Vanni   |
| 6     | 14 giugno    | Gran Premio di Bulgaria           | Troyan               | Julien Vanni     | Alex Salvini     | Julien Vanni   |
| 7     | 21 giugno    | Gran Premio dei Paesi Bassi       | Markelo              | Brad Anderson    | Brad Anderson    | Brad Anderson  |
| 8     | 5 luglio     | Gran Premio d'Italia              | Faenza               | Pierre Renet     | Alex Salvini     | Pierre Renet   |
| 9     | 12 luglio    | Gran Premio di Slovenia           | Orehova Vas          | Pierre Renet     | Antti Pyrhönen   | Pierre Renet   |
| 10    | 19 luglio    | Gran Premio di Croazia            | Mladina              | Matevz Irt       | Matevz Irt       | Matevz Irt     |
| 11    | 2 agosto     | Gran Premio di Germania           | Schwedt              | Alex Salvini     | Alex Salvini     | Alex Salvini   |
| 12    | 9 agosto     | Gran Premio di Francia            | Lacapelle-Marival    | Pierre Renet     | Pierre Renet     | Pierre Renet   |
| 13    | 23 agosto    | Gran Premio di Finlandia          | Vantaa               | Antti Pyrhönen   | Antti Pyrhönen   | Antti Pyrhönen |
| 14    | 30 agosto    | Gran Premio di Danimarca          | Randers              | Julien Vanni     | Pierre Renet     | Pierre Renet   |
| 15    | 13 settembre | Gran Premio di Francia            | Villars-sous-Écot    | Xavier Boog      | Xavier Boog      | Xavier Boog    |

### Classifiche finali

#### Piloti
| Pos. | Pilota            | Moto      | Punti |
| ---- | ----------------- | --------- | ----- |
| 1    | Pierre Renet      | Suzuki    | 584   |
| 2    | Alex Salvini      | Husqvarna | 525   |
| 3    | Antti Pyrhönen    | Honda     | 486   |
| 4    | Julien Vanni      | Honda     | 477   |
| 5    | Christophe Martin | Husqvarna | 431   |
| 6    | Matevz Irt        | Honda     | 405   |
| 7    | Alvaro Lozano     | Yamaha    | 308   |
| 8    | Hugo Basaula      | Suzuki    | 302   |
| 9    | Nicolai Hansen    | Suzuki    | 300   |
| 10   | Kasper Jensen     | Honda     | 267   |

#### Costruttori
| Pos. | Costruttore | Punti |
| ---- | ----------- | ----- |
| 1    | Honda       | 635   |
| 2    | Suzuki      | 594   |
| 3    | Husqvarna   | 565   |
| 4    | Yamaha      | 368   |
| 5    | KTM         | 327   |
| 6    | Kawasaki    | 241   |
| 7    | Aprilia     | 148   |
| 8    | TM          | 48    |